# Lalisa (singel)
Lalisa – debiutancki solowy singiel tajskiej raperki i piosenkarki Lisy z jej debiutanckiego albumu o tej samej nazwie (2021). Został wydany przez YG Entertainment i Interscope Records 10 września 2021 r. jako główny singiel z albumu. Napisany i wyprodukowany przez wieloletniego współpracownika Teddy’ego, wraz z Bekuh Boom i 24, „Lalisa” został opisany jako utwór hiphopowy zawierający wpływy z tajskiej kultury.
Komercyjnie „Lalisa” osiągnęła szczyt na drugim miejscu na liście Billboard Global 200, stając się pierwszym hitem Lisy w pierwszej dziesiątce na liście. W Stanach Zjednoczonych znalazła się na szczycie listy Billboard World Digital Songs i weszła na listę Billboard Hot 100 na 84. miejscu. Piosenka osiągnęła numer jeden w Malezji i pierwszą dziesiątkę na Węgrzech, w Indiach i Singapurze, a także znalazła się na listach przebojów 18 krajów. Po wydaniu „Lalisy”, artystka spotkała się z krytyką za teksty i kompozycję; jednak sama Lisa została pochwalona za charyzmę i jakość wykonania.
Towarzyszący teledysk został wyreżyserowany przez Seo Hyun-seunga i jednocześnie przesłany na kanał Blackpink w serwisie YouTube wraz z wydaniem singla. Teledysk został wyświetlony 73,6 miliona razy w ciągu 24 godzin, bijąc rekord najczęściej oglądanego teledysku w ciągu jednego dnia przez solistę na platformie i zdobył dwa rekordy Guinnessa za ten wyczyn. Aby promować „Lalisę”, piosenkarka wystąpiła w The Tonight Show Starring Jimmy Fallon, a także w południowokoreańskich programach muzycznych Inkigayo i Show! Music Core. Piosenka zdobyła nagrodę Best K-Pop na MTV Video Music Awards 2022, dzięki czemu Lisa została pierwszą solistką K-popową, która kiedykolwiek zdobyła nagrodę MTV Video Music Award.

## Kompozycja i tekst utworu
„Lalisa” jest określana jako dynamiczny utwór hip-hopowy i EDM, który w tanecznej przerwie utworu zawiera elementy tajskie. Tytuł singla został zainspirowany imieniem, które piosenkarka otrzymała podczas wizyty u wróżki w młodości, jako gest na szczęście. Tydzień po przyjęciu nowego imienia otrzymała wiadomość od YG Entertainment, że została przyjęta na stażystkę. Produkcja utworu wykorzystuje „prowokacyjne” riffy instrumentów dętych i dynamiczne rytmy, które przypominają dźwięki syren, i zawiera powtórzenie „Lalisa” w tekście. Nolan Feeney z Billboard zauważył, że „tytułowy utwór rozszerza maksymalistyczne, globtroterskie brzmienie hitów Blackpink, takich jak „How You Like That”, z szybkimi flow i ukłonami w stronę jej tajskiego dziedzictwa”. Pod względem zapisu muzycznego utwór jest skomponowany w tonacji Es-dur i ma tempo 150 uderzeń na minutę.

## Wyróżnienia
| Rok  | Organizacja             | Nagroda                                   | Rezultat  |
| ---- | ----------------------- | ----------------------------------------- | --------- |
| 2021 | Asian Pop Music Awards  | Piosenka roku (za granicą)                | Wygrana   |
| 2021 | Asian Pop Music Awards  | 20 najlepszych piosenek roku (za granicą) | Wygrana   |
| 2021 | Asian Pop Music Awards  | Najlepsza aranżacja (za granicą)          | Nominacja |
| 2021 | Asian Pop Music Awards  | Najlepsza kompozycja (za granicą)         | Nominacja |
| 2021 | Asian Pop Music Awards  | Nagranie roku (za granicą)                | Nominacja |
| 2021 | Mnet Asian Music Awards | Najlepszy występ taneczny solo            | Nominacja |
| 2021 | Mnet Asian Music Awards | Piosenka Roku                             | Nominacja |
| 2022 | MTV Video Music Awards  | Koreańska Piosenka Roku                   | Nominacja |
| 2022 | MTV Video Music Awards  | Najlepszy K-Pop                           | Wygrana   |

| Rok  | Organizacja       | Nagroda                                                                                               |
| ---- | ----------------- | --- |
| 2021 | Rekordy Guinnessa | Najczęściej oglądany teledysk solowego artysty na YouTube w ciągu 24 godzin                           |
| 2021 | Rekordy Guinnessa | Najczęściej oglądany teledysk na YouTube w ciągu 24 godzin wykonany przez solowego artystę K-popowego |
| 2022 | Rekordy Guinnessa | Pierwszy solowy zwycięzca K-popu na MTV Video Music Awards                                            |

## Twórcy
Nagrywanie
- Nagrywane w The Black Label Studio (Seoul)
- Miksowane w The Lab (Los Angeles)
- Masterowane w Sterling Sound (New Jersey)

Personel
- Lisa – wokale, dyrektor kreatywny
- Teddy – tekściarz, dyrektor kreatywny
- Bekuh Boom – tekściarz, kompozytor
- 24 – kompozytor, aranżer
- Yong In Choi – inżynier dźwięku
- Yongju Bang – inżynier dźwięku
- Jason Roberts – miks
- Chris Gehringer – mastering

## Certyfikaty
- Brazylia (Pro-Música Brasil): platynowa płyta za sprzedaż ponad 40 tys. kopii.

## Historia wydań
| Region | Data                | Formaty                      | Wytwórnia       |
| ------ | ------------------- | ---------------------------- | --------------- |
| Różnie | 10 września 2021    | digital download · streaming | YG · Interscope |
| Włochy | 8 października 2021 | CHR                          | Universal       |